# Eddie Gottlieb
Pour les articles homonymes, voir Gottlieb.
Edward Gottlieb (15 septembre 1898 – 7 décembre 1979) fut le premier entraineur et manager des Philadelphia Warriors en BAA/NBA et l'ancien propriétaire et entraineur de l'équipe de 1951 à 1962 quand il transféra les Philadelphia Warriors à San Francisco. Le natif de Kiev, Ukraine fut élu au Basketball Hall of Fame en tant que contributeur le 20 avril 1972. Le trophée de NBA Rookie of the Year est nommé le trophée Gottlieb.